# Paul IV.

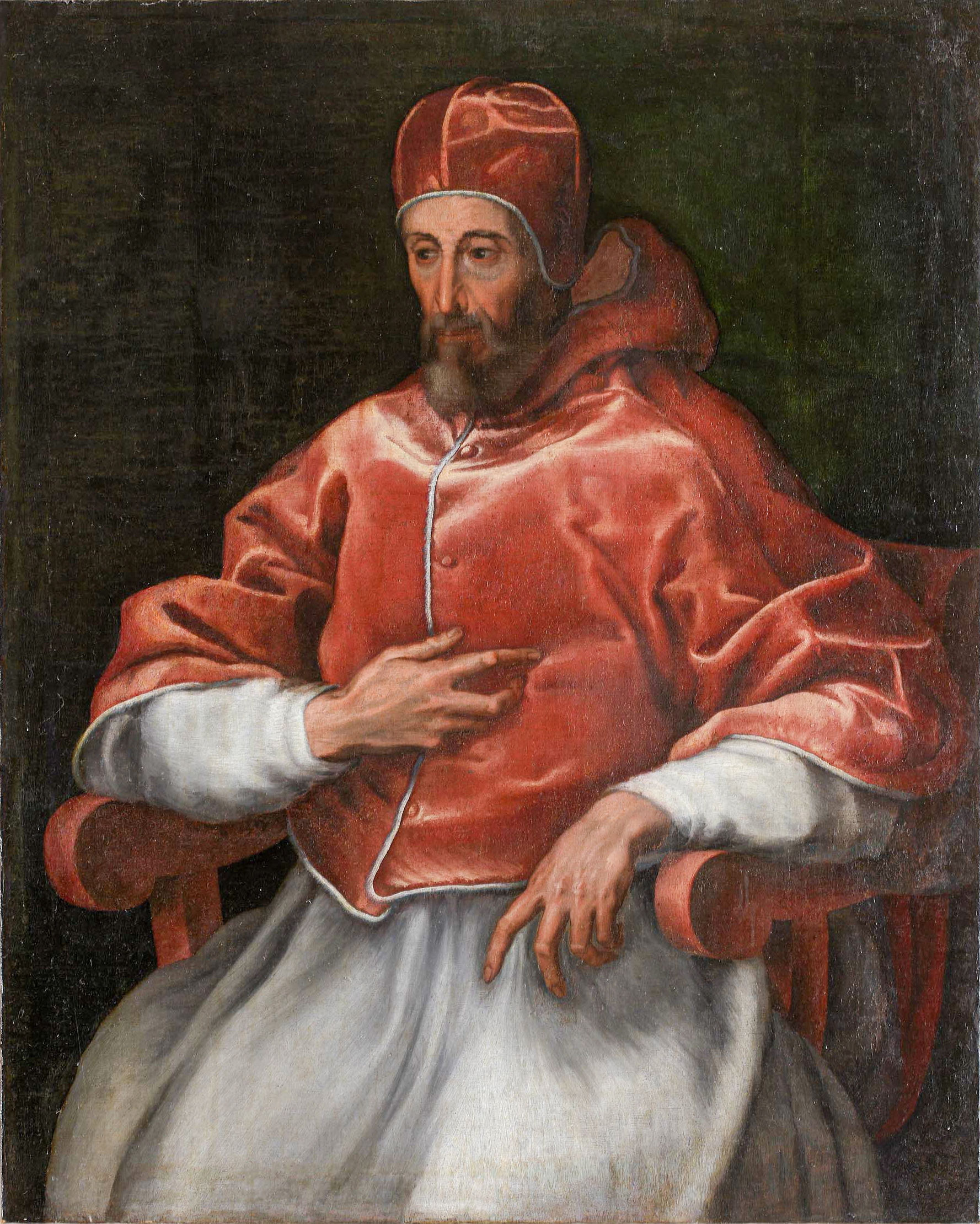
Papst Paul IV. (Porträt nach Art des Jacopino Conte, ca. 1560)

Paul IV., bürgerlicher Name Gian Pietro Carafa OTheat (* 28. Juni 1476 in Capriglio; † 18. August 1559 in Rom), vom 23. Mai 1555 bis zu seinem Tod Papst der römisch-katholischen Kirche.

## Klerikale Karriere
Gian Pietro Carafa entstammte der neapolitanischen Adelsfamilie Carafa. Sein Onkel und Mentor Oliviero Carafa verhalf ihm 1505 durch Verzicht zum Bischofsstuhl von Chieti. 1518 wurde Gian Pietro Carafa Erzbischof von Brindisi. Ab 1520 hielt er sich in Rom auf, von wo er 1527 im Zusammenhang mit dem Sacco di Roma nach Venedig fliehen musste. Im Jahre 1524 gründete er zusammen mit Kajetan von Thiene den Orden der Theatiner. Papst Paul III. erhob ihn im Jahre 1536 zum Kardinal (daher der Papstname) und gab ihm 1537 zunächst die Titelkirche San Pancrazio, danach weitere wechselnde Titelkirchen, darunter 1541 San Clemente. Der Papst ernannte Carafa zum Mitglied der neu gegründeten Kommission für eine allgemeine Kirchenreform. Ab 1542 leitete er die neuorganisierte Römische Inquisition und wurde 1549 zum Erzbischof von Neapel erhoben. Carafa erlangte ab 1544 als Kardinalbischof nacheinander die suburbikarischen Bistümer Albano (1544), Sabina (1546), Frascati (1550), Porto e Santa Rufina (1553) und am Ende Ostia (1553), womit er zum Dekan des Kardinalskollegium aufstieg.

## Pontifikat

Wappen von Papst Paul IV.

Im Jahre 1555 wurde er im Alter von 79 Jahren zum Papst gewählt. Bis dahin hatte er immer wieder von Reformen gesprochen. Nach der Wahl jedoch betrieb er Nepotismus, indem er einen seiner Neffen, den Condottiere Carlo Carafa, zum Kardinalstaatssekretär, und den anderen Neffen Giovanni Carafa, einen ebenso brutalen Abenteurer, zunächst zum Generalkapitän der Kirche und dann zum Herzog von Paliano machte.

### Weltliche Politik
Nachdem Carafa bereits als Leiter der Inquisition unnachgiebige Härte gegen die italienischen Protestanten gezeigt hatte, legte er als Papst gegen den Augsburger Religionsfrieden vom 25. September 1555 Protest ein. Dieser räumte jedem Landesherren ein, die Konfession seiner Untertanen zu bestimmen. Nachdem 1556 Kaiser Karl V. abgedankt hatte und daraufhin sein Bruder Ferdinand I. den Titel eines „Erwählten Römischen Kaisers“ angenommen hatte, erklärte Paul IV. dies für ungültig.
Als Gegner der spanisch-habsburgischen Macht verlor Paul im Bündnis mit Frankreich den Krieg gegen Spanien und musste am 12. September 1557 nach der Besetzung des Kirchenstaates durch den Herzog von Alba die Bedingungen des Friedens von Cave-Palestrina akzeptieren. In der Frage der englischen Thronfolge versuchte er seinen Einfluss gegen die protestantische Elisabeth I. geltend zu machen.

### Kirchenpolitik

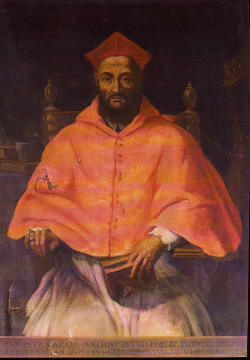
Gian Pietro Carafa als Kardinal (Porträt ca. 1536–1555)

Zur Stärkung der Römisch-katholischen Kirche erweiterte Paul die Befugnisse der Inquisition. Er wachte darüber, dass die Inquisitoren sich nicht durch persönliche Rücksichten beeinflussen ließen. So ist von ihm der Satz überliefert: „Selbst wenn mein eigener Vater Häretiker wäre, würde ich das Holz zusammentragen, um ihn verbrennen zu lassen.“
In seiner Bulle Cum nimis absurdum vom 14. Juli 1555 führte er für Juden die Pflicht ein, in Ghettos zu leben. Wenige Tage danach wurden in Ancona 24 aus Portugal geflohene Marranen, also zwangsbekehrte Juden, verbrannt. Es war der einzige Akt dieser Art in der italienischen Geschichte.
Das suspendierte Konzil von Trient führte er nicht weiter, da er die Erneuerung der Kirche als eine Hauptaufgabe der päpstlichen Kurie und des Kollegiums der Kardinäle betrachtete.
Als eine seiner letzten Handlungen setzte er 1559 eine Buchzensur durch Verbot missliebiger Schriften im Index librorum prohibitorum in Kraft und verfasste die päpstliche Bulle Cum ex apostolatus officio. Er starb schneller, weil er noch als Todkranker peinlich genau das Fastengebot beachtete, so dass „sein Schwächezustand sich aufs Äußerste steigerte.“

## Ereignisse nach seinem Tod

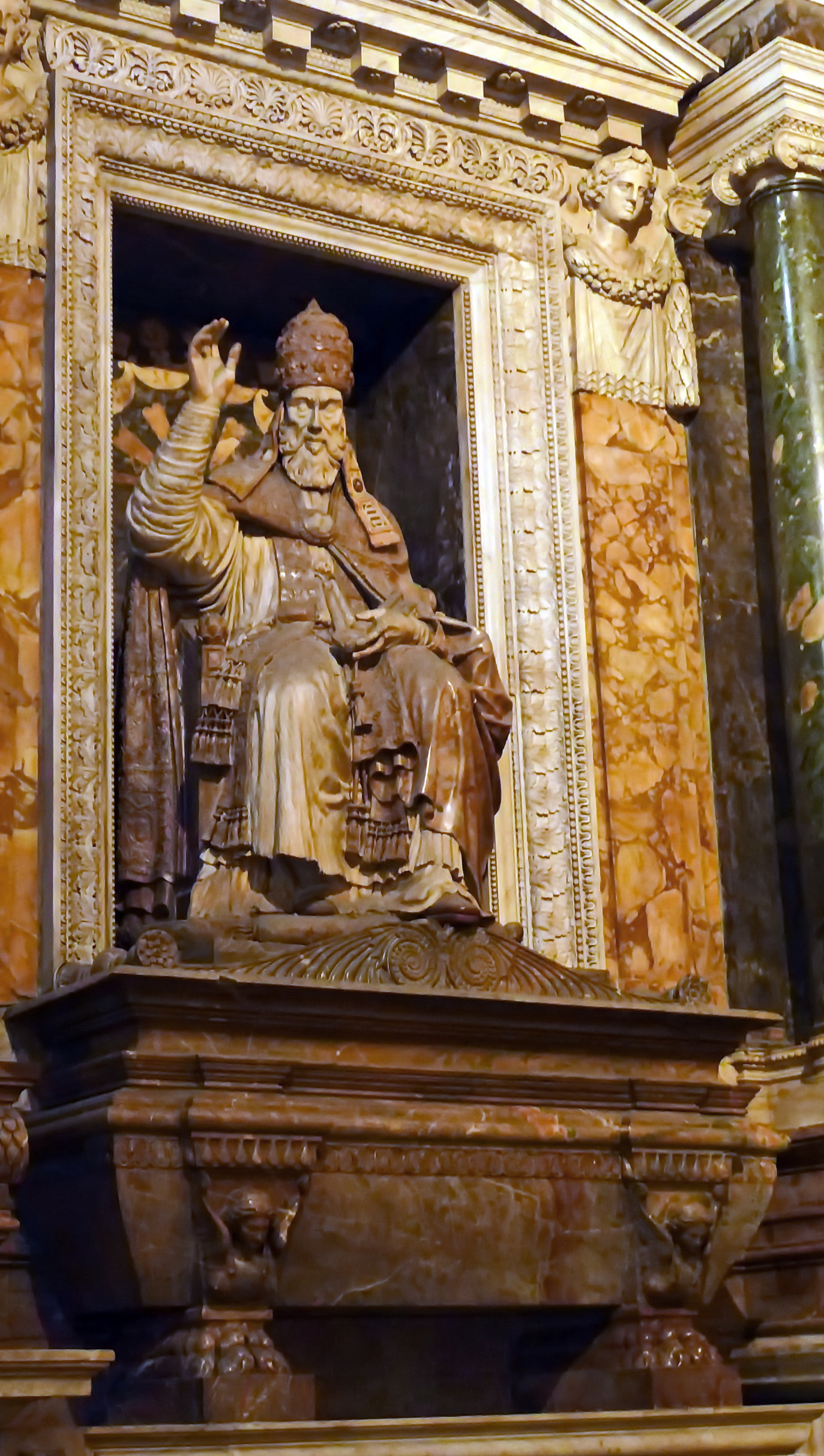
Grabmonument in der Cappella Carafa

Nach seinem Tod feierten die Bürger Roms Freudenfeste, befreiten die Gefangenen der römischen Inquisition und steckten den Palast der Inquisition in Brand. Angehörige der kommunalen Verwaltung Roms, der unter der Herrschaft Pauls IV. starke Einschränkungen auferlegt waren, förderten und instrumentalisierten den Volkszorn in ihrem Sinne.
Zehn Tage nach dem Tod Pauls IV. ließ sein Neffe Giovanni Carafa, Herzog von Paliano, mit Billigung seines Bruders, des Kardinalstaatssekretärs Carlo Carafa, seine schwangere Ehefrau ermorden. Daraufhin wurde unter dem neuen Papst Pius IV. den beiden Brüdern der Prozess gemacht. Der Kardinalstaatssekretär wurde in der Engelsburg erwürgt und der Herzog enthauptet. Auch ihre Komplizen wurden hingerichtet.
Paul IV. wurde in der Carafa-Kapelle in Santa Maria sopra Minerva begraben.

### Belletristische Darstellungen
- Luther Blissett (Pseud.): Q Roman. Piper, München 2002, ISBN 3-492-04218-X.